# ISO 3166-2:GF
Kódy ISO 3166-2 pro Francouzskou Guyanu neidentifikují žádné regiony (stav v roce 2015).